# Joost van Bronckhorst-Borculo
Joost van Bronckhorst ook genoemd Joost van Bronckhorst en Borculo en Joost van Bronckhorst-Batenburg, (2 december 1503 - overleden Eerbeek, 15 oktober 1553, begraven in Borculo) was heer en graaf van Bronckhorst.

## Levensloop
Joost was de zoon van Frederik van Bronckhorst heer van Bronckhorst, Borculo en Steenderen 1489-1508 en Mechteld, dochter van graaf Oswald I van den Bergh en Elisabeth van Meurs. Hij stond in 1516 ingeschreven als student in Keulen. Joost was tot 1533 heer van Bronckhorst en werd van 1533 tot 1553 graaf van Bronkhorst genoemd. Tot 1518 vervulde onder anderen zijn moeder het voogdijschap. In 1525 moest hij Steenderen inleveren bij hertog Karel. In 1539 werd hij beleend met de heerlijkheid Borculo.
Joost trouwde in 1530 met Maria van Hoya (1508-1579), dochter van Erik III van Hoya (1477-1547) en Maria von Innhausen-Knyphausen (1482-). Ze kregen 1 dochter, Anna, die was vernoemd naar de zus van Joost. Anna huwde met Johan van Raesfelt (1527- 8 maart 1570), echter zij overleed rond 1550, waarschijnlijk bij de geboorte van hun zoon Johan (ca. 1550 - 1 mei 1622).
Het gezin van Bronckhorst bezat o.a. het Huis te Eerbeek, een landhuis in de Gelderse plaats Eerbeek. Na het overlijden van Joost in 1553 kwam het landgoed, door het huwelijk van zijn nicht Ermgard van Wisch, in handen van het geslacht Van Limburg Stirum. In 1553 maakte ook Rudolf IX, graaf van Diepholz aanspraken op het graafschap Bronckhorst op grond van het huwelijk van zijn overgrootvader Otto van Diepholz met Hedwig van Bronckhorst van Borculo, de dochter van Otto van Bronckhorst-Borculo.